# Mary Augusta Arnold

Arbre genealògic dels Arnold i Huxley.

Mary Augusta Arnold (Hobart, Tasmània, 11 de juny de 1851-Londres, 26 de març de 1920) va ser una escriptora britànica que va publicar amb el seu nom de casada, Mrs. Humphry Ward.
Mary Augusta Arnold va néixer a Hobart, Tasmània (Austràlia) l'any 1851. Era filla de Tom Arnold, un professor de literatura, i Julia Sorrell. El seu oncle era el poeta Matthew Arnold i el seu avi havia estat Thomas Arnold, el famós director de l'escola Rugbi School. La seva germana, Julia, es va casar amb Leonard Huxley, el fill de Thomas Henry Huxley i els seus fills van ser Julian i Aldous Huxley. De jove, Mary es va casar amb Humphry "Thomas" Ward, escriptor i editor.
Mary Augusta Ward va començar escrivint articles per a revistes mentre preparava un llibre infantil, Milly and Olly, publicat l'any 1881. Les seves novel·les tenen un fort contingut religiós, en relació amb la moral victoriana que ella mateixa practicava. La seva popularitat va arribar als Estats Units, on les seves novel·les Lady Rose's Daughter i The Marriage of William Ashe van ser les més venudes els anys 1903 i 1905, respectivament. La seva novel·la més famosa és Robert Elsmere.
Va morir a Londres, Anglaterra, i va ser enterrada a Aldbury, a Hertfordshire, en un lloc proper a la seva estimada casa Stocks House.

## Obra literària
- Milly and Olly - (1881)
- Miss Bretherton - (1884)
- Robert Elsmere - (1888)
- Marcella - (1894)
- Sir George Tressady - (1896)
- Helbeck of Bannisdale - (1898)
- Eleanor - (1900)
- Lady Rose's Daughter - (1903)
- The Marriage of William Ashe - (1905)
- Fenwick's Career - (1906)
- The Testing of Diana Mallory - (1908)
- Daphne - (1909)
- Canadian Born - (1910)
- The Case of Richard Meynell - (1911)
- The Mating of Lydia - (1913)
- The Coryston Family - (1913)
- Delia Blanchflower - (1914)
- Eltham House - (1915)
- A Great Success - (1915)
- England's Effort, Six Letters to an American Friend - (1916)
- Lady Connie - (1916)
- Towards the Goal - (1917)
- Missing - (1917)
- The War and Elizabeth - (1918)
- A Writer's Recollections - (1918)
- Fields of Victory - (1919)
- Helena - (1919)
- Harvest - (1920)